# Ngerangan
Ngerangan is een bestuurslaag in het regentschap Klaten van de provincie Midden-Java, Indonesië. Ngerangan telt 4579 inwoners (volkstelling 2010).